# The Most Serene Republic
The Most Serene Republic is een Canadese indierockband uit Milton, Ontario. De naam verwijst naar de onafhankelijke Republiek Venetië ten tijde van de Dogen, die de meest illustere republiek werd genoemd.

## Bezetting

### Huidige bezetting
- Adrian Jewett (zang, trombone, 2003–)
- Ryan Lenssen (piano, achtergrondzang, 2003–)
- Nick Greaves (gitaar, e-bow, 2003–)
- Sean Woolven (gitaar, achtergrondzang, 2004, 2006–)
- Simon Lukasewich (basgitaar, viool, 2006–)
- Tony Nesbitt-Larking (drums, 2006–)

### Voormalige leden
- Peter Van Helvoort (gitaar, 2004)
- Adam Nimmo (drums, 2004–2006)
- Andrew McArthur (basgitaar, 2004–2006)
- Emma Ditchburn (gitaar, zang, 2004–2010)

## Geschiedenis
Ryan Lenssen en Adrian Jewett formeerden oorspronkelijk medio 2003 het duo Thee Oneironauts (lees: O-nye-rawn-nauts) en namen de ep Night of the Lawnchairs op, gebaseerd op Lenssens conceptvolume Rushing to Redlights. Thee Oneironauts werd een trio toen gitarist Nick Greaves zich bij hen voegde. De band, die nu zes leden telt, bracht in 2004 hun debuut uit als The Most Serene Republic met Underwater Cinematographer bij het label Sunday League Records. In de zomer verscheen een licht gewijzigde versie bij het label Arts & Crafts. The Most Serene Republic was de eerste band op dit label die op geen enkele manier deel uitmaakte van Broken Social Scene. Op 2 oktober 2007 kwam het tweede album Population uit.

## Discografie

### Albums
- 2005: Underwater Cinematographer (Arts & Crafts)
- 2007: Population (Arts & Crafts)
- 2009: ...And The Ever Expanding Universe (Arts & Crafts)
- 2015: Mediac

### Ep's
- 2006: Phages
- 2008: Live at XMU – Acoustic EP
- 2009: Digital Population

### Singles
- 2006: Content Was Always My Favorite Color/Tragedy of The Commons
- 2006: The Most Serene Republic/Headlights split

### Video's
- 2006: Content Was Always My Favorite Color (Underwater Cinematographer)
- 2007: Oh (God) (Underwater Cinematographer)
- 2008: The Men Who Live Upstairs (Population)
- 2009: Heavens to Purgatory (...And The Ever Expanding Universe)